# Pubbliche relazioni
Le relazioni pubbliche (in lingua inglese public relations, spesso abbreviate PR) sono l'insieme delle teorie e delle pratiche di comunicazione il cui obiettivo è sviluppare relazioni, mettere in comunicazione istituzioni, aziende, persone, strutture, con la loro utenza o clientela di riferimento. I destinatari della comunicazione possono essere privati cittadini, istituzioni, aziende, organi di stampa, consumatori.
La definizione fornita nel 2012 dopo una consultazione internazionale attraverso Global Alliance e le associazioni che vi fanno parte, tra cui FERPI (Federazione Relazioni Pubbliche Italiana) è: «Le relazioni pubbliche sono un processo di comunicazione strategico che costruisce relazioni reciprocamente vantaggiose tra le organizzazioni e i loro pubblici».
I diversi gruppi di destinatari della comunicazione vengono definiti pubblici. Gli studiosi classificano i diversi pubblici secondo criteri differenti. Ad esempio si può differenziare il pubblico interno (dipendenti, dirigenti) da quello esterno (mezzi di comunicazione, clienti, destinatari ecc.); oppure si può parlare di pubblico tradizionale e pubblico potenziale (categoria a cui ci si vorrebbe rivolgere).
Il primo teorico delle PR, che applicò prima alla propaganda politica e poi alla pubblicità per l'industria, fu lo spin doctor statunitense Edward Bernays, nipote di Sigmund Freud. Essi esistono nuove figure nelle relazioni pubbliche, come ad esempio i social public relations (SPR).

## Scopi
Lo scopo principale è sostenere la reputazione della marca che comunica, contribuendo alla creazione di valore. Per alcuni studiosi l'immagine è in rapporto diretto con l'identità dell'istituzione per cui la comunicazione non è altro che il riflesso fedele dell'identità che non si può inventare né costruire. Ad esempio Mora afferma: “un'organizzazione non fabbrica la propria immagine pubblica, ma la merita nella misura in cui l'immagine è riflesso della realtà”.
Le relazioni pubbliche possono essere utilizzate anche per raggiungere specifici obiettivi, come, ad esempio, la creazione di consenso intorno a una particolare iniziativa, il sostegno ai propri scopi o alle proprie iniziative, la commercializzazione dei propri prodotti e così via.
Le relazioni pubbliche sono uno strumento di branding e contribuiscono alla promozione aziendale. Esistono appositi corsi di Laurea e master dedicati alla formazione di professionisti specializzati nelle pubbliche relazioni.
Così scrive Stuart Turner in "Pubbliche relazioni" Edizioni Armenia, Milano 1987: Pubbliche Relazioni sono lo sforzo deliberato e continuativo di stabilire e mantenere una reciproca comprensione tra un'organizzazione e il suo pubblico.
Come osserva Carlo Maiello in "L'arte di comunicare. Relazioni pubbliche" Edizioni Franco Angeli 1961, le pubbliche relazioni sono sempre esistite. In qualche modo sono stati e sono strumenti di relazioni pubbliche i salotti letterari, le società artistiche, i circoli culturali come il Circolo delle Dame Colte sorto a Napoli in epoca napoleonica.
Specialisti in relazioni pubbliche si possono trovare anche in posizioni dirigenziali elevate.

## Relazioni con i media
Ogni azienda che dia importanza alla propria reputazione crea al proprio interno un organismo che gestisce le relazioni con i media (media relations o ufficio stampa) e altre organizzazioni che influiscono sulla reputazione, ad esempio i sindacati, la pubblica amministrazione, le associazioni consumatori.
Da anni i nuovi mezzi d'informazione digitale influenzano la reputazione della marca e delle organizzazioni. Per questo l'attività di relazioni con gli organi di informazioni di massa (mass media) si è ampliata alle testate giornalistiche presenti online. Con l'avvento del world wide web e dei contenuti generati dagli utenti (user generated content), le relazioni pubbliche devono fornire alle aziende degli strumenti partecipativi digitali che permettano loro di entrare in relazione con i pubblici di riferimento. Come ricorda Toni Muzi Falconi, i cosiddetti "Accordi di Stoccolma" hanno inoltre auspicato un passaggio da un sistema di comunicazione e gestione delle relazioni pubbliche "lineare", inserito nella catena del valore, ad un sistema "reticolare", circolare ed a network, in grado di coinvolgere tutte le più importanti funzioni aziendali.